# Patinoire de Kockelscheuer
Der Patinoire de Kockelscheuer (deutsch Eisbahn von Kockelscheuer) ist ein 1976 eröffneter Komplex mit einer dazugehörenden Eissporthalle im Südosten der luxemburgischen Hauptstadt Luxemburg. Sie liegt im Stadtteil Gasperich an der Grenze zu Kockelscheuer. Die Haupthalle fasst 768 Zuschauer und ist die Heimspielstätte von Eishockeyclub Tornado Luxembourg, der am Spielbetrieb der französischen Division 2 teilnimmt. 2006 wurde eine zweite Eisfläche angeschlossen, die Platz für 100 Zuschauer bietet. Neben Eishockey wird in der Halle Curling, Eiskunstlauf und Eistanz, Shorttrack und Eisstockschiessen betrieben.

## Veranstaltungen
Seit dem Jahr 1998 ist die Halle in unregelmäßigen Abständen der Austragungsort von Eishockey-Weltmeisterschaften und anderen Wettbewerben:
- U18-Junioren-Europameisterschaft 1998 der D-Gruppe
- Herren-Weltmeisterschaft 2008 der Division III
- Herren-Weltmeisterschaft 2010 der Division III A
- Herren-Weltmeisterschaft 2014 der Division III
- Qualifikation zu den Olympischen Winterspielen 2022 im Eishockey der Männer